# 華谷艷
華谷艷（華谷 艶）（1月27日—）日本漫畫家，血型A型，水瓶座，興趣是睡回籠覺。出道作品是「誘惑★王子」（刊載於月刊《Cheese!》2007年7月號增刊）。目前在小學館的漫画雑誌《Cheese!》活躍中。

## 作品
- 大野狼的嘉獎（日语：オオカミ達のごほうび）（2008年、小學館《Cheese!》2008年8月号～10月号、全1巻）、東立出版社
  - 收錄「賴子的嘉獎」（日语：よりこさんのごほうび）（小學館《Cheese!增刊》2008年11月号）
- 一個屋簷下的戀愛（日语：つばめちゃんちの家庭内恋愛）（2012年、小學館《Cheese!增刊》2011年7月号～11月号、全1巻）、東立出版社
- 柴田研究室的戀愛論（日语：シバケン!～柴田研究室における恋愛論～）（2012年、小學館《Cheese!增刊》2012年5月号～9月号、全1巻）、東立出版社
- 南島三角戀（日语：シマコイ・チャンプルー）（2013年、小學館《Cheese!增刊》2013年5月号～9月号、全1巻）、東立出版社
- 愛妳！愛妳！愛妳！―工藤君的變調純愛―（日语：好きだ好きだ好きだ ―工藤くんの歪な純愛―）（2014年、小學館《Cheese!增刊》2013年11月号～2014年3月号、全1巻）、東立出版社
- 前男友←RETRY（日语：モトカレ←リトライ）（2015年～2017年、小學館《Cheese!》2015年4月号～2017年3月号、全7巻）、東立出版社
- 給浪浪蜜糖吐司（日语：捨て犬にハニートースト）（2017年～2018年、小學館《Cheese!》2017年5月号～2018年8月号、全4巻）、長鴻出版社
- 初戀×再一次（日语：ハツコイ×アゲイン）（2018年～2020年、小學館《Cheese!》2018年9月号～2020年12月号、全7巻）、長鴻出版社

### 短篇集
- 戀愛巧克力（日语：本能ショコラ）（2008年、小學館、全1巻）、東立出版社
- 可以抱緊妳嗎？（日语：抱きしめていいですか）（2009年、小學館、全1巻）、東立出版社
  - 抱きしめていいですか（小學館《Cheese!》2009年1月号）
  - ひとりじめしたい（小學館《Cheese!增刊》2009年5月号）
  - 好きと言えなくて（《Cheese!增刊》2009年3月号）
  - 魔女スイーツ（《Cheese!增刊》2007年11月号）
- 在早晨吻我（日语：朝チュン！）（2010年、小學館、全1巻）、東立出版社
  - 朝チュン！（小學館《Cheese!增刊》2010年3月号）
  - いにいくよ（《Cheese!增刊》2009年7月号）
  - 金木犀少年シロップ（《Cheese!增刊》2009年11月号）
  - アメトムチ（《Cheese!增刊》2009年9月号）
- 半熟果實（日语：半熟果実）（2014年、小學館、全1巻）、東立出版社

合集
- 全1冊

## 外部連結
- 華谷艷的X（前Twitter）（日語）
- 華谷艷的Instagram帳戶（日語）
- 華谷艶 | チーズ！ネット （页面存档备份，存于）（日語）